# Неграя
Неграя (рум. Negraia) — село у повіті Вилча в Румунії. Входить до складу комуни Песчана.
Село розташоване на відстані 165 км на захід від Бухареста, 29 км на південний захід від Римніку-Вилчі, 69 км на північ від Крайови, 143 км на південний захід від Брашова.

## Населення
За даними перепису населення 2002 року у селі проживали 373 особи, усі — румуни. Усі жителі села рідною мовою назвали румунську.